# ريتشارد دوفور
ريتشارد دوفور (بالفرنسية: Richard Dufour)‏ (و. 1888 – 1959 م) هو نحات، من فرنسا، توفي عن عمر يناهز 71 عاماً.